# Llacs de Braslau
Llacs de Braslau és un dels set parcs nacionals de Belarús. És un ecosistema únic amb una trentena de llacs i una gran zona de bosc de pins amb una superfície general del voltant de 700 km². Els llacs més grans s'anomenen Drūkšiai (en belarús: Дрывяты), a la riba nord del qual es troba la capital del districte, Braslau; Snudi (en belarús:Снуды) i Strusta (en belarús: Струсто). D'altres llacs s'anomenen Voiso, Volosovo, Nedrovo, Nespish i Berezhe. Aquest grup formen el nucli del Parc Nacional dels llacs de Braslau, que es va establir al setembre de 1995.

## Ubicació
El territori del parc nacional està separat i es troba al districte administratiu de Braslau a prop de la frontera amb Lituània. Al nord queda al costat de la frontera entre Belarús i Letònia. Tot el territori del parc s'estén en direcció nord-est. En aquesta direcció té 55 km de llarg i l'amplada està entre els 5 i els 29 km. La superfície total del parc és de 71.490 hectàrees. La part meridional del parc està formada per planes cobertes de boscs. La principal part de la superfície està ocupada per diferents tipus d'aiguamolls. Aquí es troba el llac de Boginskoye. Els boscos pertanyen al grup de coníferes i caducifolis i ocupen 31.000 hectàrees. Poden distingir-se diversos boscos: Borunsky, Belmont, Boguinsky, Druiskaya Datxa. Els avets i els pins estan molt estesos.

## Història
A través de l'últim període glacial, fa al voltant de 18.000-29.000 anys, l'àrea dels llacs de Braslau estava coberta peru camps de gel, la grossor dels quals arribava a diversos centenars de metres. L'escalfament, que va venir després va portar un lent desgel i el seu retrocés cap al nord. Com a resultat del complicat procés, que acompanya el desglaç d'aquesta quantitat de gel, es van formar els trets característics de la natura de Poozerye amb el seu relleu ondulat de pujols i llacs. La seva concentració en territoris relativament petits és de vegades simplement únic.